# Julião e Basilissa
Julião e Basilissa (m. c. 304) foram um casal de esposos, mortos como mártires em Antioquia ou, mais provavelmente, em Antinoópolis, no Egito, durante o reinado de Diocleciano. São venerados como santos por diferentes confissões cristãs.
Segundo a tradição, Julião, que havia feito voto de castidade, teria sido forçado por sua família a se casar com Basilissa, que também queria consagrar-se a Deus. Assim, acabaram se casando mas fizeram um acordo entre si, preservando a virgindade durante toda a vida.
Basilissa fundou um convento feminino, do qual foi superiora, e Julião reuniu um grupo de monges e fundou um mosteiro.
Julião e Basilissa transformaram sua casa em um hospital, onde chegaram a atender a mais de mil pessoas.
Basilissa morreu pacificamente, mas Julião foi decapitado durante as perseguições de Diocleciano. Preso por Marciano, um governador de Antioquia, com ele, foram martirizados Celso e Marcionila, filho e mãe, o sacerdote Antonio de Antioquia e o converso e neófito Anastácio de Antioquia. Diz-se também sete irmãos de Marcionila foram mortos.
Julião é o padroeiro de várias freguesias, como São Gião (concelho de Oliveira do Hospital).